# Echinogammarus ischnus
Echinogammarus ischnus is een vlokreeftensoort uit de familie van de Gammaridae. De wetenschappelijke naam van de soort werd in 1899 voor het eerst geldig gepubliceerd door Stebbing als Gammarus ischnus.

## Verspreiding
Echinogammarus ischnus is een zoet- en brak water vlokreeft die inheems is in de Zwarte en Kaspische Zeebekkens. Het werd geïntroduceerd in delen van Europa (Polen en Litouwen) en Noord-Amerika. In Noord-Amerika zijn populaties bekend van de Grote Meren, de St. Lawrencerivier, de bovenloop van de Mississippi en een aantal meren in Ohio en New York. Het kan zijn geïntroduceerd met zebra- of quaggamosselen, zijn voorkeurshabitat in zijn geïntroduceerde verspreidingsgebied. Gedurende zijn wereldwijde verspreiding tolereert het een breed scala aan temperaturen en zoutgehaltes, maar is het gevoelig voor water met een laag ionengehalte of een laag geleidingsvermogen. Op sommige geïntroduceerde locaties heeft het de inheemse vlokreeft Gammarus fasciatus vervangen.